# 尚寅
尚 寅（しょう いん、宜野湾王子朝広、同治5年10月16日（1866年11月22日） - 明治38年（1905年）2月17日）は、琉球国尚泰王の次子。男爵。宜野湾御殿の元祖。童名・思樽金。

## 生涯
- 1866年（同治5年）10月16日に父・尚泰王の次子として生まれた。
- 1875年（光緒元年）宜野湾間切の按司地頭になる。
- 1879年（明治12年）の琉球処分後、東京移住の命令により、父ともに上京する。
- 1884年（明治17年）10月10日に元服。翌日、結婚。
- 1887年（明治20年）には尚順（松山王子）とともに沖縄に帰郷。その後公同会運動を展開した。
- 1896年（明治29年）に弟・尚順らと琉球新報を創刊。6月30日には、男爵を授かる。

## 栄典
位階
- 1902年（明治35年）6月20日 - 正五位[1]
- 1905年（明治38年）3月22日 - 従四位[2]

勲章等
- 1896年（明治29年）6月30日 - 男爵[3]

## 家族
- 父・尚泰王
- 母・佐敷按司加那志
- 妻・大山按司加那志（1871年（明治4年）4月16日 - 1918年（大正7年）12月17日、童名・真鍋樽（和名・ナベ子）、伊江朝永三女）
  - 長女・房子（1889年（明治22年）生。伊江朝助に嫁ぐ）
  - 長男・尚琳（1891年（明治24年）12月12日 - 1963年（昭和38年）7月30日）
  - 次男・尚球（しょうきゅう、1892年（明治25年）9月23日生）

## 墓

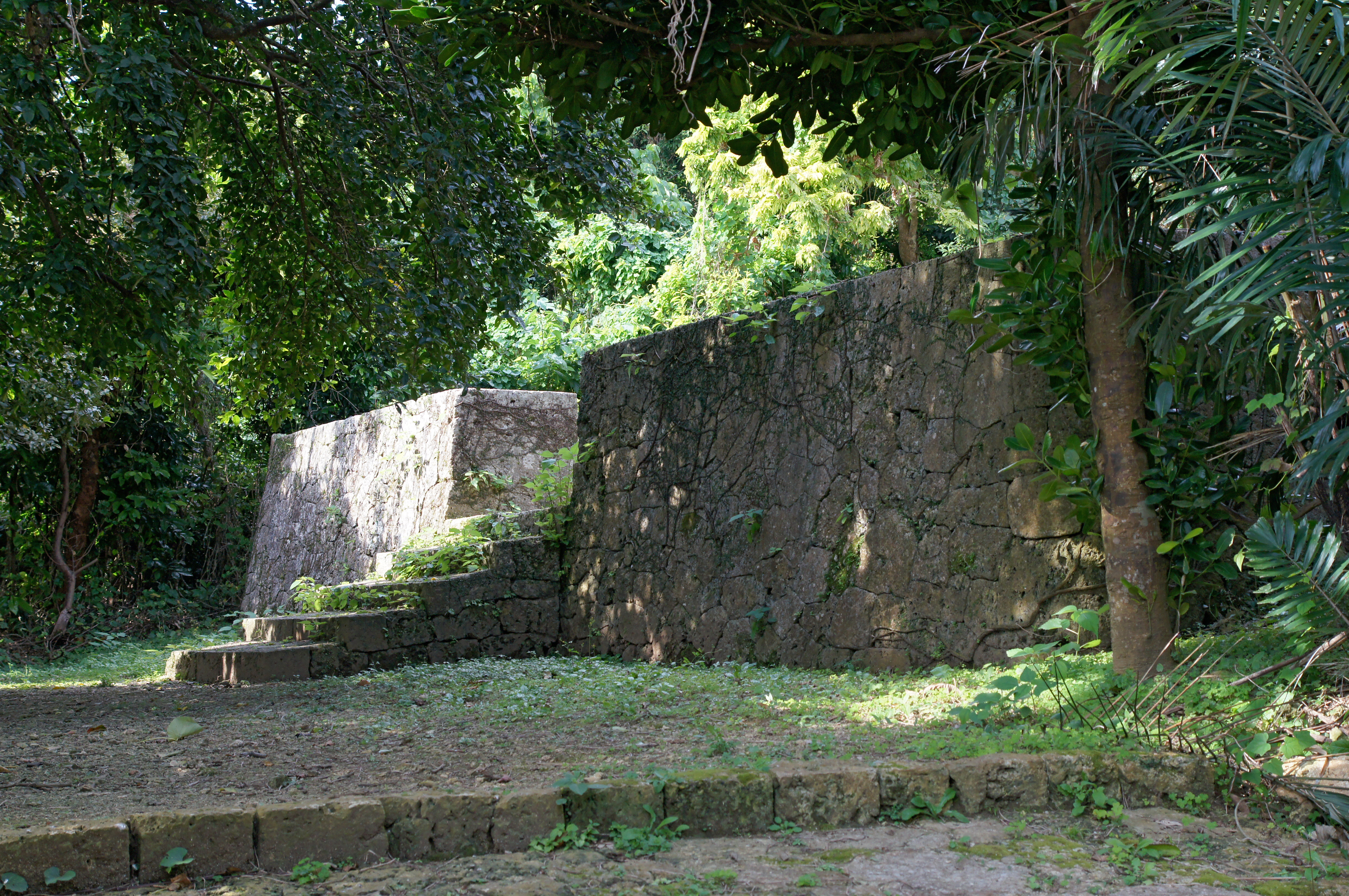
宜野湾御殿の墓

宜野湾御殿の墓は、沖縄県那覇市の史跡に指定されており、那覇市の末吉公園にある。